# Aigüera d'Aigüesverds
L'Aigüera d'Aigüesverds és un inici de barranc, quasi sempre eixut, que comença vora el Mas de Morea, a l'extrem occidental de la partida d'Aigüesverds, a l'est de la carretera de Cambrils, vora l'antic camí de Riudoms a Vilaseca. Per això se'l coneix també com a barranc del Mas de Morea.
L'Aigüera representa en certa manera la continuació en direcció al mar del Fondal del Borrassot, una rasa ampla i poc profunda que es forma vora el Mas del Borrassot, a Blancafort, que només recull l'aigua quan plou molt. l'Aigüera té una direcció sud-est i de seguida entra al terme de Vilaseca, on se'l coneix, quan és més avall, per Barranc de la Font de la Donzella, i més enllà, s'ajunta amb el Barranc de Barenys.